# Benigna paroksizmalna položajna vrtoglavica
Benigna paroksizmalna položajna vrtoglavica (BPPV) ali benigni paroksizmalni položajni vertigo je motnja ravnotežja, ki se pojavi zaradi nepravilnega delovanja notranjega ušesa. Simptomi so ponavljajoča se kratka obdobja vrtoglavice pri premikanju, tj. občutek vrtenja pri spremembah položaja glave. Pojavi se lahko pri obračanju v postelji ali pri spremembah telesnega položaja. Posamezen napad vrtoglavice običajno traja manj kot minuto. Pogosto mu je pridružena tudi slabost (navzeja). BPPV je eden od najpogostejših vzrokov vrtoglavice.
BPPV je lahko posledica poškodbe glave ali pa se pojavi kot del staranja. Specifičnega vzroka pogosto ni mogoče ugotoviti. Osnovni mehanizem vključuje droben poapnel otolit (kamenček), ki se prosto premika v notranjem ušesu. Gre za motnjo ravnotežja, kamor sicer spadata še labirintitis in Ménièrova bolezen. Diagnozo običajno postavimo z Dix-Hallpikovim manevrom, pri katerem se pojavi nistagmus (značilno premikanje oči), in izključitvijo drugih vzrokov. Če je klinična slika jasna, slikovne preiskave niso potrebne.
BPPV se pogosto zdravi z različnimi preprostimi gibi, kot so Epleyjev manever in Brandt-Daroffove vaje. Slabost je mogoče lajšati z zdravili. Nekatere raziskave nakazujejo, da bi vrtoglavico morda lahko lajšal betahistin, vendar pa njegova uporaba v splošnem ni potrebna. BPPV ni težje bolezensko stanje. Običajno izgine spontano v enem do dveh tednih, pri posameznikih pa se lahko ponavlja.
Motnjo je prvi opisal avstroogrski otolog Robert Bárány. Pojavlja se pri 2,4 % prebivalstva. Pri tistih, ki dočakajo 80. leta, se pojavlja pri 10 % prebivalstva. Pri ženskah je dvakrat pogostejša kot pri moških. Najpogosteje se pojavlja v 6. do 8. desetletju življenja.